# Firuzan
Fīrūzān (farsi فیروزان) è una città dello shahrestān di Nahavand, circoscrizione di Khazal, nella provincia di Hamadan. Aveva, nel 2006, una popolazione di 4.054 abitanti.